# Heinz Rudolf Sonntag
Heinz Rudolf Sonntag (19 de junio de 1940 – 8 de agosto de 2015) fue un sociólogo alemán con destacada actuación en Latinoamérica.

## Biografía
Sonntag estudió historia y filosofía en Münster, Bochum y Viena. En 1967 obtuvo su doctorado en ciencias sociales en Bochum (magna cum laude) con la tesis Marx und Lenin. Zur Soziologie der modernen Revolution, que se publicó en alemán, holandés, sueco y español. Pronto se establece en Venezuela, llegando a ser profesor en la Universidad Central de Venezuela. De 1993 a 1995 presidió la Asociación Latinoamericana de Sociología. En 2006 fue uno de los fundadores del Think tank Observatorio Hannah Arendt, dedicado a la defensa de los valores democráticos. En 2008 se adhirió al Movimiento 2D.
Fue columnista de El Nacional por varias décadas.
Falleció en Caracas, el 8 de agosto de 2015.